# Шевченковский сельский совет (Магдалиновский район)
Шевченковский сельский совет (укр. Шевченківська сільська рада) — входит в состав
Магдалиновского района
Днепропетровской области
Украины.
Административный центр сельского совета находится в 
с. Шевченковка.

## Населённые пункты совета
- с. Шевченковка
- с. Евдокиевка
- с. Тарасовка